# Saint-Hervé
Saint-Hervé település Franciaországban, Côtes-d’Armor megyében. Lakosainak száma 413 fő (2022. január 1.). Saint-Hervé Gausson, Grâce-Uzel, Saint-Thélo, Uzel és Plœuc-L’Hermitage községekkel határos.

## Népesség
A település népessége az elmúlt években az alábbi módon változott:
| Lakosok száma | 435  | 414  | 409  | 387  | 424  | 416  | 400  | 392  | 388  | 413  |
|               | 1968 | 1982 | 1990 | 2006 | 2013 | 2015 | 2017 | 2019 | 2020 | 2022 |